# كريتا دي فيلا
كريتا دي فيلا (بالإنجليزية: Crêta de Vella)‏ هو أحد جبال سلسلة جبال الألب بينيني وجزء من القمة الأم لا تيزافري يقع في كانتون فاليز، سويسرا. يبلغ ارتفاع الجبل حوالي 2519 متر، بينما يبلغ ارتفاع نتوء الجبل 24 متر.